# نوتر-دام-ده-مون، کبک
نوتر-دام-ده-مون (به فرانسوی: Notre-Dame-des-Monts) شهری در منطقه شهری شارلووا-است ناحیه کاپیتل-ناسیونال در استان کبک کانادا است. در سرشماری سال ۲۰۱۱ این شهر ۸۴۳ نفر جمعیت داشته‌است و مساحت آن ۵۶٫۱۵ کیلومتر مربع است.